# Drawsko Pomorskie
Drawsko Pomorskie [ˈdrafskɔ pɔˈmɔrskʲɛ] (tyska: Dramburg, kasjubiska: Drôwa) är en stad i nordvästra Polen, belägen i Västpommerns vojvodskap omkring 100 km öster om Szczecin. Tätorten har 11 878 invånare och är centralort i en stads- och landskommun, Gmina Drawsko Pomorskie, med totalt 16 687 invånare. Staden är dessutom huvudort i distriktet Powiat drawski i Västpommerns vojvodskap.

## Geografi
Drawsko ligger på den pommerska insjöplatån i regionen Hinterpommern, vid floden Drawa. Närmaste storstad är Szczecin, omkring 100 km västerut. Öster om staden ligger ett större skogsområde. Söder om staden ligger ett större militärt övningsfält, som bland annat används för NATO-övningar.

## Historia
Staden grundades på 1200-talet på platsen för en äldre slavisk befästning och gavs stadsrättigheter av de brandenburgska markgrevarna Otto III och Konrad I år 1297. Under större delen av sin historia var den känd under det tyska namnet Dramburg, i det historiska tyska landskapet Neumark. År 1400 sålde markgreven Sigismund staden till Tyska orden, men 1455 återgick staden till Brandenburg. 1537 infördes reformationen i Dramburg.
Staden blev tillsammans med Brandenburg del av kungadömet Preussen 1701, efter 1871 även del av Tyskland, där den ingick i regeringsområdet Köslin i provinsen Pommern. 1877 anslöts staden till järnvägsnätet, och kring sekelskiftet 1900 utvecklades en trä- och textilindustri. Här fanns också en anläggning för spannmålsförädling.
Efter andra världskriget hamnade staden öster om Oder-Neisse-linjen och tillföll Polen enligt Potsdamöverenskommelsen. Den tyskspråkiga befolkningen tvångsförflyttades väster om Oder och staden bär sedan dess officiellt det polska namnet Drawsko Pomorskie. Tillnamnet Pomorskie används för att särskilja staden från orten Drawsko i Storpolens vojvodskap. Staden är sedan 1999 administrativ huvudort i det återinrättade distriktet Powiat drawski.
En amerikansk pansarbrigad på uppemot 4 000 soldater, 80 Abrams-stridsvagnar och hundratals andra bepansrade fordon placerades i januari 2017 på en bas i Drawsko Pomorskie, som en markering mot Ryssland.